# Yuki Okubo
Yuki Okubo (大久保 裕樹 Ōkubo Yūki?, nacido el 17 de abril de 1984 en Ichihara, Chiba) es un futbolista japonés que se desempeña como defensa.

## Trayectoria

### Clubes
| Club                | País  | Año         |
| ------------------- | ----- | ----------- |
| Sanfrecce Hiroshima | Japón | 2003 - 2004 |
| Kyoto Sanga FC      | Japón | 2005 - 2008 |
| Tochigi SC          | Japón | 2009 - 2011 |
| Tokushima Vortis    | Japón | 2012 - 2013 |
| Matsumoto Yamaga FC | Japón | 2014 - 2015 |
| JEF United Chiba    | Japón | 2016 - 2017 |

## Estadística de carrera

### J. League
| Club                | Año   | J. League | J. League | Copa J. League | Copa J. League | Total | Total |
| Club                | Año   | Part.     | Goles     | Part.          | Goles          | Part. | Goles |
| ------------------- | ----- | --------- | --------- | -------------- | -------------- | ----- | ----- |
| Sanfrecce Hiroshima | 2003  | 0         | 0         | -              | -              | 0     | 0     |
| Sanfrecce Hiroshima | 2004  | 1         | 0         | 0              | 0              | 1     | 0     |
| Kyoto Purple Sanga  | 2005  | 12        | 1         | -              | -              | 12    | 1     |
| Kyoto Purple Sanga  | 2006  | 17        | 0         | 3              | 0              | 20    | 0     |
| Kyoto Sanga FC      | 2007  | 5         | 0         | -              | -              | 5     | 0     |
| Kyoto Sanga FC      | 2008  | 13        | 0         | 1              | 0              | 14    | 0     |
| Tochigi SC          | 2009  | 31        | 3         | -              | -              | 31    | 3     |
| Tochigi SC          | 2010  | 31        | 3         | -              | -              | 31    | 3     |
| Tochigi SC          | 2011  | 26        | 0         | -              | -              | 26    | 0     |
| Tokushima Vortis    | 2012  | 9         | 0         | -              | -              | 9     | 0     |
| Tokushima Vortis    | 2013  | 11        | 0         | -              | -              | 11    | 0     |
| Matsumoto Yamaga FC | 2014  | 13        | 3         | -              | -              | 13    | 3     |
| Matsumoto Yamaga FC | 2015  | 12        | 2         | 3              | 0              | 15    | 2     |
| JEF United Chiba    | 2016  | 6         | 0         | -              | -              | 6     | 0     |
| JEF United Chiba    | 2017  | 13        | 1         | -              | -              | 13    | 1     |
| Total               | Total | 200       | 13        | 7              | 0              | 207   | 13    |

## Palmarés

### Títulos nacionales
| Título    | Club               | País  | Año  |
| --------- | ------------------ | ----- | ---- |
| J2 League | Kyoto Purple Sanga | Japón | 2005 |